# RTON Chrobrego
RTON Chrobrego (Radiowo-Telewizyjny Ośrodek Nadawczy Chrobrego) – wieża o wysokości 98 metrów znajdująca się w Świnoujściu przy ul. Chrobrego.

## Parametry
- Wysokość posadowienia podpory anteny: 3 m n.p.m.
- Wysokość zawieszenia systemów antenowych: Radio: 65, 92, TV: 67, 80, 84 m n.p.t.

## Transmitowane programy

### Programy telewizyjne już nie nadawane[2]
Programy telewizji analogowej zostały wyłączone 20 maja 2013.
| LP | Program | Właściciel                  | Kanał | Częstotliwość | Moc nadajnika | System antenowy |
| -- | ------- | --------------------------- | ----- | ------------- | ------------- | --------------- |
| 1  | TVP1    | Telewizja Polska S.A.       | 10    | 207,25 MHz    | 0,9 kW        | kierunkowy      |
| 2  | TVP2    | Telewizja Polska S.A.       | 33    | 567,25 MHz    | 10 kW         | kierunkowy      |
| 3  | Polsat  | Telewizja Polsat Sp. z o.o. | 50    | 703,25 MHz    | 10 kW         | kierunkowy      |

### Programy radiowe[2]
| LP | Nazwa Stacji            | Właściciel                                                               | Częstotliwość | Moc nadajnika | System antenowy |
| -- | ----------------------- | ------------------------------------------------------------------------ | ------------- | ------------- | --------------- |
| 1  | Radio Zet               | Radio Zet Sp. z o.o.                                                     | 91,8 MHz      | 10 kW         | kierunkowy      |
| 2  | Polskie Radio 24        | Polskie Radio S.A.                                                       | 93,5 MHz      | 0,2 kW        | kierunkowy      |
| 3  | RMF FM                  | Radio Muzyka Fakty Sp. z o.o.                                            | 101,2 MHz     | 10 kW         | kierunkowy      |
| 4  | Radio Szczecin          | Polskie Radio - Regionalna Rozgłośnia w Szczecinie "Radio Szczecin" S.A. | 106,3 MHz     | 10 kW         | kierunkowy      |
| 5  | Polskie Radio Program I | Polskie Radio S.A.                                                       | 107,7 MHz     | 10 kW         | kierunkowy      |

### Programy telewizyjne – cyfrowe[2]
| Nazwa multipleksu | Częstotliwość | Kanał | Moc nadajnika | Polaryzacja | Kompresja | System antenowy |
| ----------------- | ------------- | ----- | ------------- | ----------- | --------- | --------------- |
| MUX 1             | 770 MHz       | 58    | 10 kW         | pozioma     | MPEG-4    | kierunkowy      |
| MUX 2             | 578 MHz       | 34    | 10 kW         | pozioma     | MPEG-4    | kierunkowy      |
| MUX 3             | 690 MHz       | 48    | 0,1 kW        | pozioma     | MPEG-4    | kierunkowy      |